# Браньщик (гмина)
Браньщик (пол. Brańszczyk) — сельская гмина (волость) в Польше, входит как административная единица в Вышкувский повет, Мазовецкое воеводство. Население — 8463 человека (на 2004 год).

## Демография
| Перепись                       | Всего   | Всего | Женщины | Женщины | Мужчины | Мужчины |
| ------------------------------ | ------- | ----- | ------- | ------- | ------- | ------- |
| Единицы                        | человек | %     | человек | %       | человек | %       |
| Население                      | 8463    | 100   | 4238    | 50,1    | 4225    | 49,9    |
| Плотность населения (чел./км²) | 50,5    | 50,5  | 25,3    | 25,3    | 25,2    | 25,2    |

## Сельские округа
1. Бялеблото-Кобыля
2. Бялеблото-Кужа
3. Бялеблото-Нова-Весь
4. Бялеблото-Стара-Весь
5. Браньщык
6. Будыкеж
7. Далеке-Тартак
8. Дудовизна
9. Кнуровец
10. Немиры
11. Нове-Буды
12. Новы-Браньщык
13. Ойцовизна
14. Поремба-Коцембы
15. Поремба-Сьредня
16. Пшиймы
17. Старе-Буды
18. Тшчанка
19. Тухлин
20. Тужин
21. Уджин
22. Уджинек

## Соседние гмины
1. Гмина Малкиня-Гурна
2. Гмина Длугосёдло
3. Гмина Лохув
4. Гмина Острув-Мазовецка
5. Гмина Жонсник
6. Гмина Садовне
7. Гмина Вышкув